# Ruta de Illinois 130
La Ruta de Illinois 130, y abreviada IL 130 (en inglés: Illinois Route 130) es una carretera estatal estadounidense ubicada en el estado de Illinois. La carretera inicia en el oeste desde la IL 1     en Grayville hacia el este en la I 74     en Urbana. La carretera tiene una longitud de 218,7 km (135.87 mi).

## Mantenimiento
Al igual que las autopistas interestatales, y las rutas federales y el resto de carreteras estatales, la Ruta de Illinois 130 es administrada y mantenida por el Departamento de Transporte de Illinois por sus siglas en inglés IDOT.

## Cruces
La Ruta de Illinois 130 es atravesada principalmente por la  US 50  I 70  US 40  US 36 .